# پوکروفکا (شهرستان بلاگووشچنسکی، باشقیرستان)
پوکروفکا (انگلیسی: Pokrovka, Blagoveshchensky District, Republic of Bashkortostan) یک شهرک در شهرستان بلاگووشچنسکی باشقیرستان کشور روسیه است.